# Карпенко, Дмитрий Владимирович
Дмитрий Владимирович Карпенко (3 декабря, 1980) — священнослужитель Русской православной церкви, настоятель храма святого апостола Иакова, брата Божия, в городе Губкине, благочинный 2-го Губкинского округа, член Межсоборного присутствия Русской православной церкви.
Отец Дмитрий известен своей активной миссионерской деятельностью.
Награждён различными церковными наградами.

## Начало церковной жизни
Отец Дмитрий родился в семье советских интеллигентов. В 90-е годы после распада Советского Союза будущий священник начал впервые задумываться о вере.
Из интервью о. Дмитрия Карпенко газете «Бутерброд» и порталу «Православие и мир»:

Родившись в среде изначально неправославной (Калмыкия), я абсолютно ничего не знал о религии: православие, буддизм, ислам — все равно, и семья не была особенно верующей — обычная семья музыкантов. В моих детских воспоминаниях даже храмы не запечатлелись, я практически нигде их не видел. Помню в 1988 году в год 1000-летия Крещения Руси, я впервые увидел батюшек по телевизору. Должны были показывать «Песню-88», а показали концерт духовной музыки, все были в черном. Было так интересно и таинственно.
Начало 90-х: гласность, демократия и нас (школьников) начали приобщать к благам цивилизации, водили в хурул (буддийский храм), там я впервые вообще задумался о Боге, что Он вообще существует. Атмосфера в буддийском храме мне абсолютно не понравилась, тем более никто из «лам» не мог дать вразумительного ответа на многие вопросы.

Тогда-то я и задумался: «А почему я человек, не определившийся в вере?». Храма в Элисте не было, был лишь молитвенный дом, который располагается на окраине города, добираться туда было неудобно. До своего крещения я там не разу не был. И вот я решил, что нужно определяться: или я буддист, или православный. Но буддийские проповедники не знали русского языка, все разговаривали на английском. А тут еще мои родители не так давно познакомились с настоятелем Крестовоздвиженского храма о. Зосимой. Создались благоприятные условия — я решил (в 12 лет) — креститься.

## Принятие священного сана
Дмитрий Карпенко начал служение иподиаконом у митрополита Белгородского и Старооскольского Иоанна (Попова) (1997—2000). Рукоположён во диакона епископом Элистинским и Калмыцким Зосимой (Остапенко). Служил диаконом c 24 сентября по 31 декабря 2000 года. Хиротонисан во иерея архиепископом Белгородским и Старооскольским Иоанном (Поповым) 31 декабря 2000 года.

## Образование и дальнейшая деятельность
В 2002 году Дмитрий Карпенко окончил очное отделение Белгородской духовной семинарии, защитив дипломную работу на тему «Евхаристическая община как основа соборности». В том же году был назначен преподавателем в семинарии по специальности Литургическое богословие.
В 2007 году поступил на богословское отделение Санкт-Петербургской духовной академии, которую окончил в 2010 году.
Дмитрий Карпенко в 2002 году стал одним из инициаторов издания молодёжного журнала «Новый Ковчег». С 2002 по 2008 год являлся заместителем главного редактора данного журнала.
Принимал участие в разработке синодального документа «Концепция миссионерской деятельности Русской Православной Церкви» и после принятия Священным синодом в марте 2007 года данного документа являлся руководителем рабочей группы по представлению миссионерской концепции в епархиях и духовных школах Русской православной церкви. Конкретизировал практику совершения миссионерского богослужения.
Димитрий Карпенко является инициатором возрождения древних литургических чинопоследований. В храме апостола Иакова, брата Божия, по благословению правящего архиерея Губкинской епархии Софрония (Китаева) дважды в год совершается литургия апостола Иакова. Принимал участие в совершении богослужений по древнерусскому чину.
Отец Димитрий был участником многих миссионерских проектов. Принимал участие в миссионерской поездке храма-автомобиля в Республику Калмыкию весной 2004 года, миссионерской поездке, посвящённой 300-летию православия на Камчатке осенью 2005 года.
С сентября 2000 по июнь 2001 года — клирик Смоленского собора города Белгорода. С июня 2001 по март 2002 года — настоятель храма Архангела Гавриила Белгородского государственного университета. С марта 2002 по май 2009 года — клирик Преображенского кафедрального собора Белгорода.
В марте 2002 года назначен секретарём Белгородско-Старооскольского епархиального управления. Исполнял свои обязанности по август 2012 года.
С мая 2009 по август 2012 года настоятель Свято-Владимирского храма посёлка Разумное Белгородского района.
С августа 2012 года — настоятель храма апостола Иакова, брата Божия, в городе Губкине и секретарь Губкинского епархиального управления.
С 5 ноября 2012 года — директор детского православного досугового центра во имя святителя Иоасафа Белгородского.
С сентября 2013 года — председатель епархиального отдела религиозного образования и катехизации.

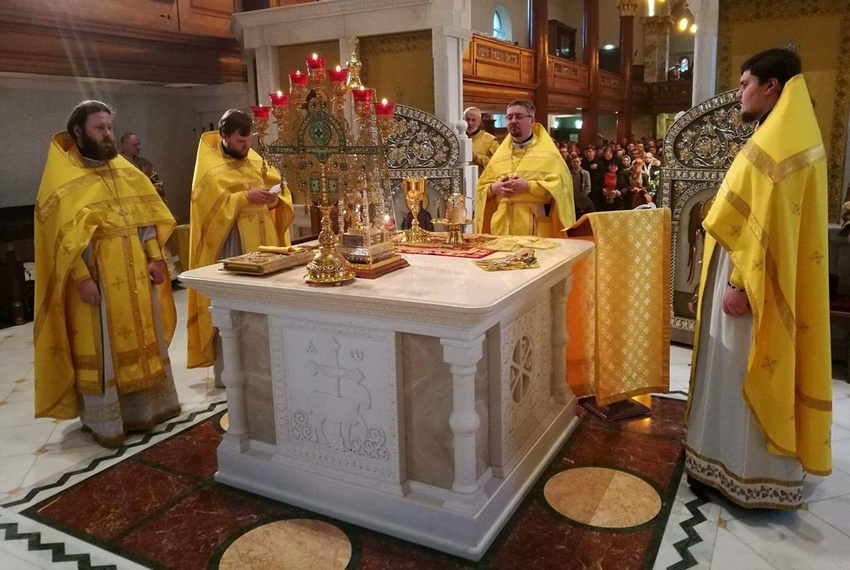
Протоиерей Дмитрий Карпенко возглавляет Божественную литургию в Успенском кафедральном соборе Лондона

12 июня 2014 года назначен на должность благочинного 2-го Губкинского округа Губкинской епархии.
Решением Священного синода Русской православной церкви от 23 октября 2014 года (журнал № 91) включён в состав Межсоборного присутствия.
В июне 2015 года принял участие в епархиальной конференции Сурожской епархии, после чего по приглашению архиепископа Сурожского Елисея (Ганабы) был направлен на временное служение в Великобританию.
9 марта 2017 года решением Священного синода назначен клириком Сурожской епархии.
С апреля по декабрь 2017 года являлся секретарём Сурожской епархии и ключарём Успенского кафедрального собора в Лондоне.
В октябре 2017 года архиепископом Сурожским Елисеем назначен настоятелем Петро-Павловского прихода в городе Портсмуте.
29 декабря 2017 года епископом Сурожским Матфеем (Андреевым) освобождён от должности секретаря Сурожской епархии. До марта 2018 года исполнял обязанности ключаря Успенского кафедрального собора Лондона.
Определением Священного синода от 7 марта 2018 года освобожден от должности клирика Сурожской епархии и направлен в распоряжение епископа Губкинского и Грайворонского Софрония (Китаева). После возвращения из Великобритании указами епископа Софрония был восстановлен в должности настоятеля храма святого апостола Иакова, брата Божия, города Губкина, директора детского православного досугового центра и благочинного 2-го Губкинского округа.
2 апреля 2018 года назначен на должность председателя епархиального отдела по взаимоотношениям Церкви с обществом и СМИ.

## Семья и дети
Протоиерей Дмитрий Карпенко — женат. Супруга — Елена, дети — Арсений (2001 г.р.), Серафима (2003 г.р.), Елизавета (2005 г.р.), Мария (2010 г.р.) и Любовь (2012 г.р.).